# Letteratura edificante
La letteratura edificante è una produzione  di consumo a sfondo religioso che si forma nel Medioevo europeo e si sviluppa nei periodi successivi. Questa letteratura riflette in particolare la volontà da parte della Chiesa cattolica di far conoscere i principi in base ai quali il credente deve condurre la propria vita, al fine di conquistare la salvezza eterna.

## Contesto storico e letterario
La letteratura edificante fa parte di una vasta produzione definita didattica sacra, la quale si sviluppa in parallelo alla didattica profana e mira a trasmettere insegnamenti religiosi. Didattica sacra e profana sono espressione dell'attitudine didascalica che è propria del Medioevo, durante il quale la produzione edificante si sviluppa ampiamente. Questo avviene come diretta conseguenza del fatto che il Medioevo è caratterizzato dalla massima coincidenza tra chierici, ossia coloro che si assumono il compito educativo, e dotti. Infatti, la dimensione didattica della letteratura si costruisce attorno ad una visione cristiana del mondo, secondo cui la vita costituisce una prova per il credente: le azioni umane sono subordinate ad un premio, che si traduce nella conquista di una vita ultraterrena, o ad un castigo, che prevede la dannazione eterna.
La sistematizzazione della scolastica, che avviene in Europa partire dal XIII secolo, porta l'attitudine didascalica ad esercitare una maggiore influenza sulla letteratura volgare, permettendo un ulteriore aumento della diffusione di opere edificanti. Queste continueranno a essere scritte e circolare nei secoli successivi, anche grazie alla diffusione della stampa. 
Nel XVIII secolo, anche le poesie di argomento biblico assumono un ruolo edificante. La letteratura edificante si diversifica nel mondo dell'editoria; alla fine del secolo in Svizzera compare anche la prima rivista con scopi di edificazione, le Sammlungen für Liebhaber Christlicher Wahrheit und Gottseligkeit (1786-1912). Fino al XIX secolo, le opere di carattere edificante, assieme alla Bibbia, costituiscono una buona parte della lettura del pubblico ordinario europeo.
A partire dal XIX secolo, la produzione di opere edificanti diminuisce a causa della sempre maggiore affermazione della letteratura di consumo, dell'aumento delle opere a stampa e del progressivo assottigliamento del confine tra letteratura edificante e letteratura religiosa.

## Influenza domenicana e francescana
Sia l'ordine domenicano che quello francescano contribuiscono allo sviluppo delle opere di edificazione, influenzando principalmente i generi del trattato e dell'agiografia.
Rispetto alla letteratura francescana, quella domenicana è caratterizzata da una maggiore capacità inventiva, attraverso la quale riesce a raggiungere una più ampia popolarità nella diffusione delle questioni teologiche. Inoltre, la produzione domenicana presenta un'attitudine che manca in quella francescana: porre le nozioni dottrinarie al servizio di una divulgazione concreta, che renda centrali le questioni etico-sociali del tempo. 
Queste caratteristiche di sostanziale differenza si riflettono nella diversità degli apporti dati ai vari generi letterari. 

### Area domenicana

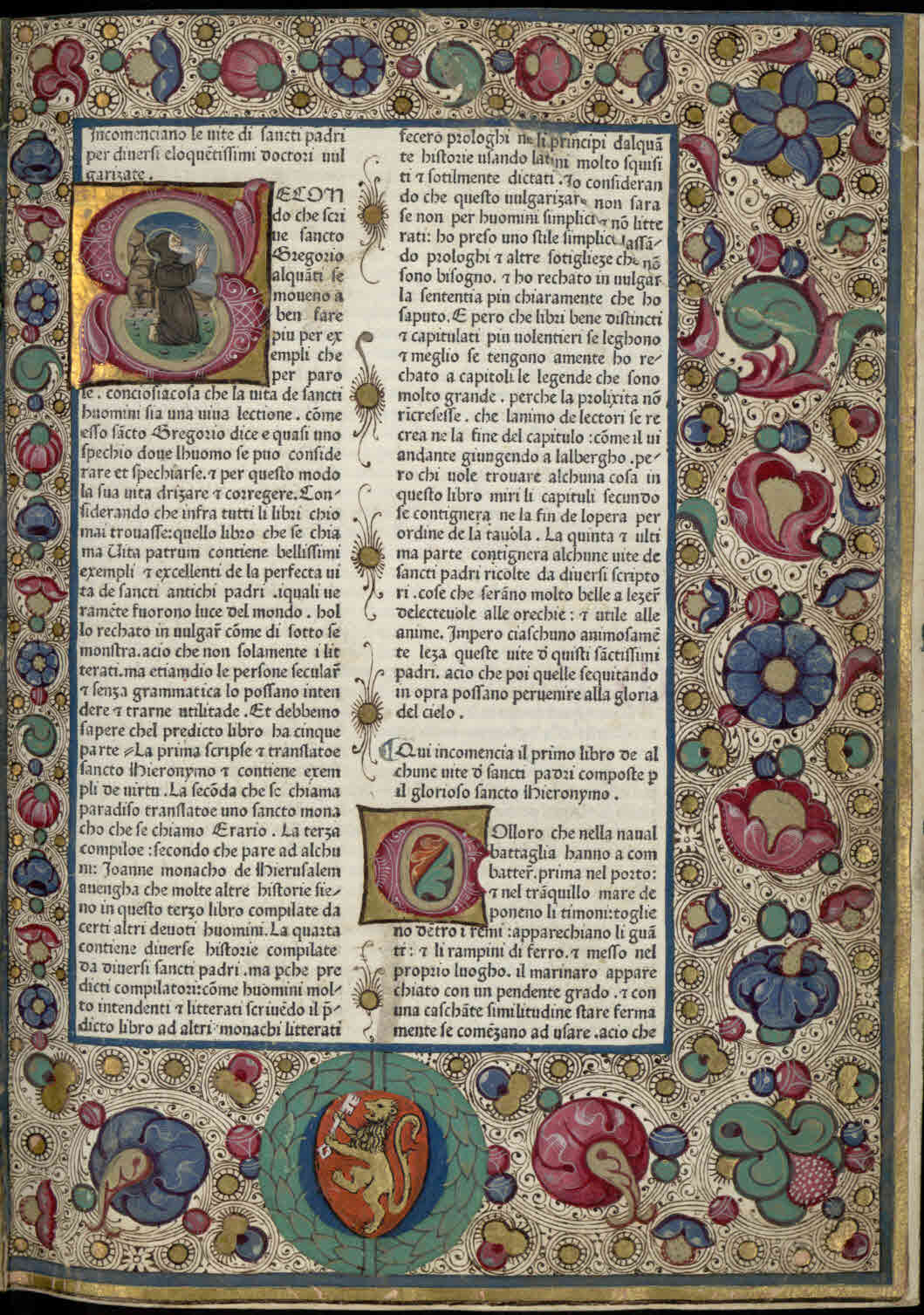
Pagina di Vite de' Santi Padri

Tra gli scrittori di opere edificanti più influenti nell'area domenicana vi sono Domenico Cavalca, Jacopo Passavanti e Caterina da Siena.

#### Domenico Cavalca
Cavalca conduce una ricca attività di predicazione e di scrittura, della quale spiccano per importanza: 
- L'opera agiografica Vite de' Santi Padri;
- I trattati Pungilingua (o Somma delle virtù e de' vizi) e Specchio dei peccati (in cui "specchio", traduzione del termine altomedievale speculum, sottolinea il carattere edificante dell'opera).

#### Jacopo Passavanti
Passavanti abbandona la dimensione serena adottata da Cavalca in favore di un tono drammatico, causato dalla consapevolezza che l'uomo sia sempre incline al peccato. Espressione di questa scelta letteraria è la sua unica opera: il trattato Specchio di vera penitenza.

#### Caterina da Siena
Caterina da Siena vive durante anni di crisi e cambiamento, segnati dalla cosiddetta cattività avignonese. Tutto ciò influenza la sua produzione letteraria, da cui traspare una personalità complessa: Caterina da Siena mostra di essere a conoscenza dei problemi del secolo e delle possibili soluzioni, ma queste finiscono per esaurirsi nei limiti dell'esortazione, senza mai essere sviluppate adeguatamente.

### Area francescana

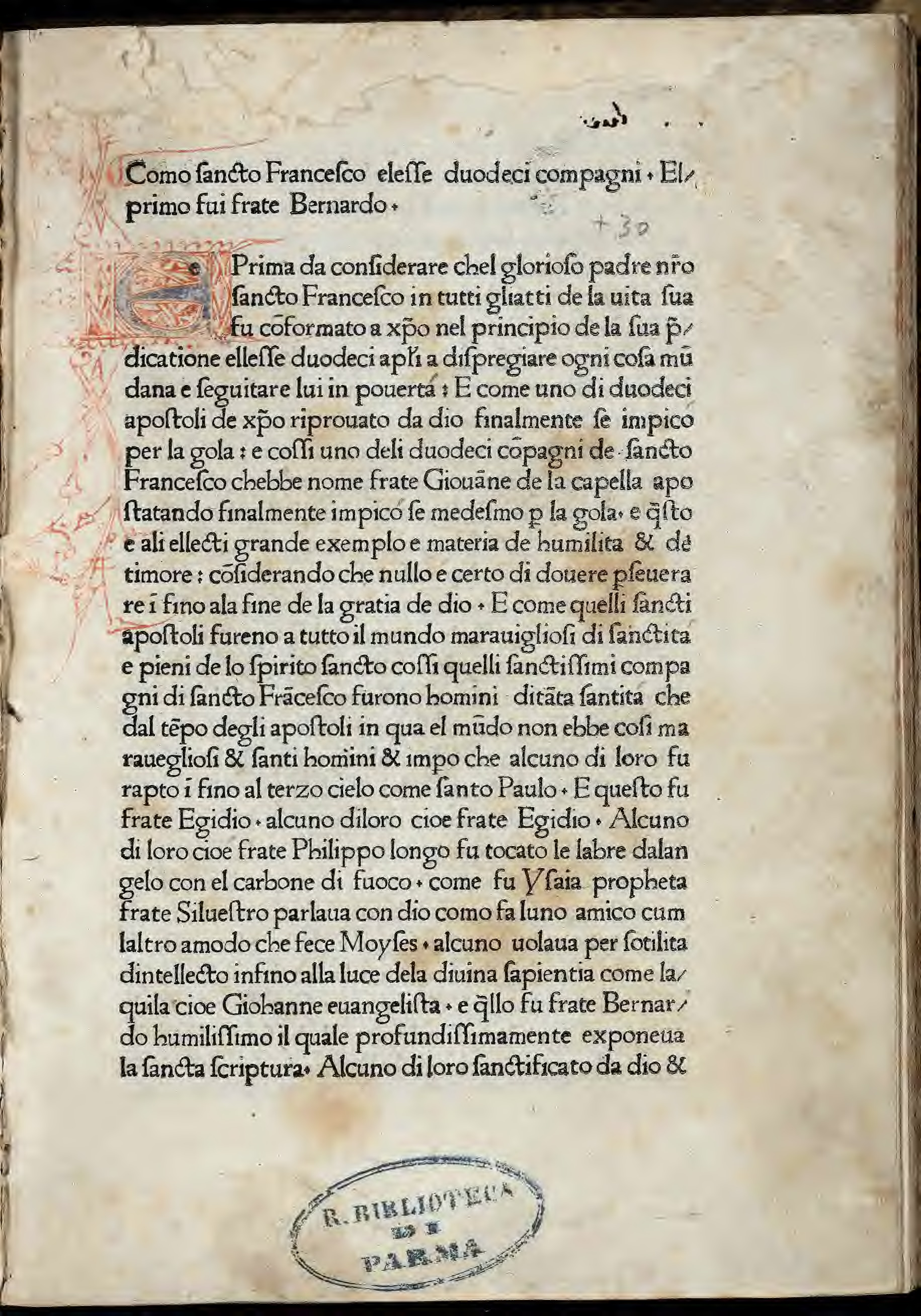
Incipit de I Fioretti di San Francesco

La produzione francescana è perlopiù incentrata sull'agiografia del fondatore San Francesco ed esprime il bisogno di rievocare gli atteggiamenti esemplari che hanno caratterizzato la sua vita, al fine di contrapporli ai problemi che affliggono l'Ordine: la scissione interna causata dalle lotte tra Spirituali e Conventuali e la sempre minore incidenza riscontrata sul popolo cristiano. 
Della produzione francescana fanno parte molte opere anonime, tra le quali vi sono Legenda trium sociorum e Speculum perfectionis. Entrambe mostrano la tendenza a scrivere la biografia di San Francesco attraverso l'uso di una narrazione aneddotica ed esemplificata. Tale impostazione trova il suo massimo sviluppo a fine Trecento ne I Fioretti di San Francesco.
Tra gli autori principali delle opere legate al filone francescano che hanno avuto una maggiore influenza sulla produzione edificante, vi sono Tommaso da Celano e Bonaventura da Bagnoregio.

#### Tommaso da Celano
A seguito della canonizzazione di San Francesco, avvenuta ad Assisi il 16 luglio 1228, papa Gregorio IX incarica Tommaso da Celano di scrivere una biografia del Santo. A tale scopo, da Celano scrive i due testi latini Legenda prima e Legenda secunda.

#### Bonaventura da Bagnoregio
San Bonaventura è l'autore dell'opera Legenda maior. Nel 1266, questa è riconosciuta come biografia "ufficiale" di San Francesco da parte del Capitolo di Parigi, uno dei capitoli generali dell'Ordine francescano.

## Finalità
Lo scopo della letteratura edificante risponde all'esigenza della Chiesa di guidare il pubblico cristiano verso un'elevazione di tipo spirituale. In questo senso si differenzia dalla letteratura teologica che, invece, ha intento dogmatico o polemico. 
La letteratura edificante si articola in una produzione moralmente impegnata, il cui scopo è quello di condurre il credente verso un perfezionamento della propria vita. Al fine di raggiungere efficacemente questo obiettivo, le opere con intento edificante risultano caratterizzate da un tono didattico e persuasivo e da numerosi  exempla. Alcuni studiosi, tra cui Frederic C. Tubach, collocano l'exemplum all'interno di un processo di sviluppo della letteratura che lo caratterizza come uno dei pulpiti da cui poi si svilupperà la novella.

## Definizioni
A lungo gli studiosi hanno cercato la giusta espressione con cui definire l'ambito letterario della produzione edificante e tutt'oggi esistono più definizioni accettabili. Queste presentano sfumature differenti nei loro significati, ma hanno la caratteristica comune di riconoscere gli scopi persuasivi ed edificanti che sono propri della produzione. 

### Letteratura religiosa
L'espressione "letteratura religiosa", adottata da Cesare Segre, ha la stessa valenza di "letteratura morale" e "letteratura liturgica". Con questa, Segre punta a definire il nesso terminologico che lega la letteratura sacra a quella profana.

### Letteratura di devozione
In contrapposizione alla più generale "letteratura religiosa", Benedetto Croce sceglie di definire la produzione edificante con l'espressione "letteratura di devozione". Croce intende sottolineare i limiti che la caratterizzano, determinati dal suo essere schiava di una specifica ideologia. 

### Letteratura di persuasione
Salvatore Battaglia propone "letteratura di persuasione" senza alcun intento riduttivo o negativo.  Battaglia vuole mettere il rilievo l'elemento comune che, nonostante la loro varietà di genere e di temi, unisce queste opere: la volontà di suggerire ai destinatari, attraverso l'uso di un tono persuasivo, i giusti valori di comportamento. 

## Generi letterari
Le opere della produzione edificante fanno riferimento a un'ampia varietà di generi. 

### Omelia
Le  omelie, anche dette "sermoni", sono scritte sia in prosa che in versi e sono generalmente ordinate in modo ciclico (seguendo il calendario o le festività liturgiche). 
Di particolare importanza per comprendere le tendenze ideologiche proprie della predicazione medievale sono le raccolte dei Sermones ad status: schemi di sermoni, raccolti dai vari ordini mendicanti nel XIII secolo. 

### Trattato e manuale
Durante il Medioevo si ha una grande diffusione di trattati e manuali dal carattere teologico e morale. Tra questi, vi sono le opere legate al sacramento della confessione, che col Concilio Lateranense IV assume una valenza maggiore agli occhi della  Chiesa. 
Inoltre, appartengono a questo genere letterario le rassegne di vizi e virtù, tra le quali spicca Il libro de' Vizi e delle Virtudi di Bono Giamboni. Il libro de' Vizi e delle Virtudi è un racconto che si sviluppa attorno al topos del viaggio dal peccato alla redenzione.
Omelie, trattati e manuali presentano delle caratteristiche in comune. Tra queste vi sono:
- Il ricorrere ad una struttura prevalentemente argomentativa
- L'uso frequente di insegnamenti, massime ed esempi

### Disputationes
Le disputationes, o "contrasti", nascono dalla contrapposizione che l'ideologia cristiana individua tra entità opposte (anima-corpo, bene-male, virtù-vizio, Dio-Satana...).
Le opere che fanno parte di questo  genere si sviluppano attorno alla personificazione di tali tendenze contrarie, delle quali viene riportato il confronto, che avviene per contrasto dialogico. 

#### Altercationes religiose
Il termine Altercationes deriva da altercatio e indica una sorta di disputa che riporta il confronto dialogico tra ortodossi ed eretici, o tra cristiani e  giudei, circa le rispettive fedi. Le altercationes religiose rappresentano un sottogenere delle Disputationes.

### Agiografia
L'agiografia è un genere letterario più legato alla forma narrativa. Ne fanno parte: 
- I leggendari e le vite dei santi;
- Le rappresentazioni dell'aldilà cristiano;
- Le raccolte di  exempla, che costituiscono uno strumento di fondamentale importanza per il predicatore[10] e testimoniano il processo di manipolazione culturale condotto dal Cristianesimo medievale[11].

## Caratteristiche generali delle opere
Oltre a condividere l'intento didattico, le opere che fanno parte della produzione letteraria edificante sono caratterizzate da: 
- Un tono persuasivo ed educativo;
- Una struttura basata sulla forma didascalica;
- Un'attività che riguarda sia l'ambito religioso che quello morale.

## Letteratura edificante ed immagine della donna
Nel XIII secolo, la  Chiesa rivolge particolare attenzione al ruolo della donna e conduce un'analisi sociologica approfondita, che si riflette sulla produzione edificante, con l'intento di definire le norme di comportamento a cui la figura femminile medievale deve fare riferimento per poter condurre una vita virtuosa. Tuttavia, l'immagine che ne scaturisce riduce il ruolo della donna a sposata, vergine o vedova.